# Utetes lemkaminensis
Utetes lemkaminensis är en stekelart som först beskrevs av Fischer 1971.  Utetes lemkaminensis ingår i släktet Utetes och familjen bracksteklar. Inga underarter finns listade i Catalogue of Life.